# تفسير قضائي
التفسير القضائي هو من أنواع تفسيرالقواعد القانونية، ويكثر استخدامه إذا لم يوجد تفسير تشريعي، ويعتبر التفسير القضائي جوهر العمل القضائي. وتعد مرحلة التفسير القضائي للنصوص القانونية من المراحل السابقة لتطبيقها على الوقائع محل النزاع بصورة صحيحة تتفق مع غرض المشرع من التشريع

## تعريف التفسير القضائي
هو تأويل القاضي للنص القانوني عند تطبيق أحكامه على القضايا المعروضة عليه. ويقصد به الكشف والبيان والإيضاح والتبيين وازالة الغموض من النص القانوني المشوب بعيب من العيوب التي تجعله في حاجة إلى التفسير وهذه العيوب هي الخطأ المادي أو الخطأ المعنوي أو الغموض والإبهام أو النقص والسكوت أو التناقض والتعارض. فالتفسير القضائي بصورة خاصة هو «تحديد المعنى الذي قصده المشرع من ألفاظ النص حين تشريعه لجعله صالحا للتطبيق»

## الفرق بين التفسير القضائي وأنواع التفسير الأخرى
التفسير القضائي هو التفسير الذي يقوم به القاضي عند نظره في الدعاوى المعروضة أمامه بغرض الفصل فيها عن طريق تطبيق حكم القانون على الوقائع محل الدعوى.
أما التفسير التشريعي هو التفسير الذي يضعه المشرع لبيان المقصود من تشريع سابق بسبب ما أحاطه به من غموض وإبهام خلال تطبيقه
أما التفسير الفقهي هو ما يقوم به شراح القانون من الفقهاء في بحوثهم ومؤلفاتهم التي تحتوي عادة على نقدهم وتعليقاتهم وتوضيحاتهم للقانون مما يضفي على عملهم الكثير من الأهمية لكونه ييسر السبيل أمام القضاة للاستعانة بشروحاتهم في فهم القانون والاستفادة من آرائهم

## خصائص التفسير القضائي
يتميز التفسير القضائي بعدة خصائص ومنها:
1- التفسير القضائي يعتبر تفسير عملي وواقعي.
2- التفسير القضائي لا يتمتع بأي صفة إلزامية إلا للواقعة التي صدر من أجلها. فهو ملزم لأطراف النزاع الذي صدر التفسير بصددهم، وغير ملزم للمحاكم الأخرى، فما استقر عليه القضاء من تفسير معين لا يعد ملزما ويمكن العدول عنه والأخذ بتفسير آخر في قضية مماثلة. اعمالاً وتطبيقاً لمبدأ حجية الأمر المقضي به.
3- التفسير القضائي يعتبر غير موحد نسبياً. إذ تستطيع المحاكم تبني تفسيراً مغايراً في قضايا مماثلة، كما تستطيع المحكمة ذاتها التي أصدرت التفسير الأول العدول عنه إلى تفسير آخر في واقعة أخرى وهذا ما يطبق في الأنظمة اللاتينية، أما في الأنظمة الانجلوسكسونية تأخذ بنظام السوابق القضائية حيث تلتزم محاكم الدرجة الأولى بأحكام المحاكم العليا ومجلس اللوردات.

## التزامات القاضي أثناء التفسير
يلتزم القاضي بالتقيد بالحدود التي رسمها له القانون (النظام) ولا يجوز الخروج عنها، كما يلتزم بعدم الامتناع عن التفسير إذا تطلب منه ذلك أثناء نظر القضية، وإلا اعتبر ممتنع عن تطبيق القانون ويستحق العقاب. لذلك لا يجوز للأفراد مطالبة القضاة بتفسير نص قانوني يثار الشك بصدد معناه الحقيقي، لذلك يقال إن القضاة ليس دارا للإفتاء ولا يخضع القاضي في تفسيره للنصوص القانونية لأي جهة أو سلطة، فهو مستقل في وظيفته ويمكنه الاستئناس بآراء الفقهاء وأبحاثهم.

## شروط التفسير القضائي
إذا كانت وظيفة القاضي تتمثل في تطبيق القانون، فإنه لا يستطيع القيام بهذه الوظيفة قبل تفسيره. و لا يمكن للقاضي تفسير القواعد النظامية إلا إذا توافرت شروط وهي:
1- أن يكون النص القانوني المراد تفسيره غامض أو ناقص أو متناقض
2- أن يكون التفسير لحل القضية المعروضة على القاضي